# سورن كريستنسن (سياسي)
سورن كريستنسن (بالدنماركية: Søren Christensen)‏ هو سياسي دانمركي، ولد في 31 أكتوبر 1940 في الدنمارك. انتخب Secretary General of the Nordic Council of Ministers ‏ (1996 – 2002).